# چوئائو
چوئائو (انگلیسی: Chuao) روستای کوچکی است که در رشته‌کوه‌های ساحلی شمالی ونزوئلا قرار دارد و در سال ۱۶۶۰ تأسیس شده است. این روستا به دلیل درخت کاکائوهایش، مراسم رقص سنتی «دیابلو دانزانته» و سنت‌های «سان خوآنراس» شهرت دارد. چوائو از جنوب با کوه‌ها و جنگل بارانی انبوه و از شمال با دریای کارائیب احاطه شده است. در نزدیکی این روستا پارک ملی انری پیتیر، که قدیمی‌ترین پارک ملی ونزوئلا است و در سال ۱۹۳۷ تأسیس شده، قرار دارد. دسترسی به چوائو تنها از طریق قایق از چورونی امکان‌پذیر است و این روستا تقریباً ۴ کیلومتر از ساحل فاصله دارد.

## ریشه‌شناسی
نام چوائو از یک واژه در زبان بومی‌های ونزوئلا گرفته شده که با مفهوم آب مرتبط است.

## تاریخچه
تولید کاکائو در منطقه چوائو به سال ۱۵۹۱ بازمی‌گردد، هرچند که خود روستا در سال ۱۶۶۰ تأسیس شد. از سال ۱۵۹۱ به بعد، این منطقه میزبان چندین هاسیندا بود که به کشت کاکائو می‌پرداختند. در دوران استعمار، تعدادی برده از آفریقا به این روستا آورده شدند تا تولید کاکائو در این هاسینداها افزایش یابد.

## فرهنگ
منطقه مرکزی ونزوئلا دارای سنت منحصر به فردی است که به جشن یادبود شام آخر مسیح مربوط می‌شود، جایی که جوانان و کودکان در مراسم «دیابلو دانزانته» شرکت می‌کنند. در این مراسم، دیوهای ماسک‌زده به یک مقام کلیسایی تسلیم می‌شوند. رقاصانی که در این جشن شرکت می‌کنند، به اعضای یک پیمان مادام‌العمر تبدیل می‌شوند که به عنوان «نگهدارندگان وعده» شناخته می‌شوند و تاریخ و سنت‌های خود را به دیگران منتقل می‌کنند. در سال ۲۰۱۲، این سنت به فهرست میراث فرهنگی ناملموس یونسکو اضافه شد.
ستون دیگر روستای چوائو «سان خوآنراس» است؛ گروهی از زنان که از کلیسای زیبا در میدان اصلی روستا مراقبت می‌کنند و بیشتر جشن‌های مذهبی، به‌ویژه جشن «سان خوآن» را هدایت می‌کنند. این جشن هر ساله برای سپاسگزاری از سان خوآن به دلیل برداشت خوب کاکائو برگزار می‌شود.

### عملیات گیدئون
در تاریخ‌های ۳ و ۴ مه ۲۰۲۰، چوائو یکی از مکان‌های عملیات گیدئون بود که گروهی کوچک که توسط یک شرکت مزدور آمریکایی سیلورکورپ USA به رهبری جردن گودرو قرارداد بسته بودند، به‌طور ادعایی تلاش کردند از طریق دریا به ونزوئلا حمله کرده و نیکلاس مادورو را به اسارت بگیرند و او را از قدرت برکنار کنند. پس از فرود در چوائو، حمله‌کنندگان که شامل دو آمریکایی بودند، دستگیر شدند.

## اقتصاد
روستای چوائو عمدتاً از طریق ماهیگیری و شکلات زندگی می‌کند.

### تولید کاکائو
چوائو خانه تعدادی از مزارع کاکائو است که تاریخچه آن به سال ۱۵۹۱ بازمی‌گردد، و انواع مختلفی از کاکائو و دورگه در آن کشت می‌شود. دانه‌های چوائو به دلیل کیفیت بالای خود شناخته می‌شوند و به همین دلیل، بسیار گران‌قیمت هستند و قیمت آنها بین ۹ تا ۱۳ دلار آمریکا به ازای هر کیلوگرم است. دانه‌های چوائو یکی از بهترین دانه‌های کاکائو ونزوئلا محسوب می‌شوند، که در کنار دانه‌های Porcelana Blanca از دریاچه ماراکایبو قرار دارند. منطقه چوائو با کوه‌ها احاطه شده است که این موضوع تماس با مردم و حشرات از سایر مناطق را کاهش می‌دهد. برخی از کارشناسان کیفیت بالای دانه‌های کاکائو چوائو را به کار سخت کارگران روستا در زمان‌های پیش از برداشت، برداشت و پس از برداشت نسبت می‌دهند. سالانه، تولید کاکائو در چوائو حدود ۲۰ تن است، اما در سال‌های اخیر این میزان بین ۱۷ تا ۲۵ تن متغیر بوده است. در نوامبر ۲۰۰۰، دانه‌های کاکائو چوائو عنوان appellation of origin را تحت عنوان Cacao de Chuao دریافت کردند که به تولیدکنندگان این امکان را می‌دهد تا قیمت‌های بالاتری را مذاکره کرده و جذب سرمایه‌گذاری نمایند.